# Generali Ladies Linz 2007
Il Generali Ladies Linz 2007 è stato un torneo di tennis giocato sul cemento indoor. È stata la 21ª edizione del Generali Ladies Linz, che fa parte della categoria Tier II nell'ambito del WTA Tour 2007. Si è giocato a Linz, in Austria, dal 22 ottobre al 28 ottobre 2007.

## Campionesse

### Singolare
Daniela Hantuchová ha battuto in finale  Patty Schnyder con il punteggio di 6–4, 6–2

### Doppio
Cara Black /  Liezel Huber hanno battuto in finale  Katarina Srebotnik /  Ai Sugiyama con il punteggio di 6–2, 3–6, 10-8